# Martin Minařík
Martin Minařík (27. listopadu 1967, Benešov – duben 2009, Annapurna, Nepál) byl český horolezec.

## Život
Vyrůstal na Slovácku. S lezením začal asi v šestnácti letech v Hostýnských vrších (Skalný, Lukov, Držková) s místní partou lezců z Hulína, Holešova a Bystřice pod Hostýnem, kde studoval střední průmyslovou školu. Od devatenácti let lezl především v Tatrách. Kvůli lezení v Tatrách studoval na Slovensku Vysokou školu dřevařskou ve Zvolenu. Od léta roku 1988 pracoval při studiu jako nosič na Téryho chatě. V této době absolvoval sólový přechod Vysokých Tater, zimní sólový přechod Západních Tater a jednodenní sólo čtyř stěn v Kačací dolině (Rumanův štít, Zlobivá, Ganek, Kačací mnich). V Tatrách vylezl asi 140 cest.[zdroj⁠?!]
Od roku 1991 žil napůl v Česku a napůl v americkém Seattlu. Lezl v Kaskádových horách, Skalnatých horách, Yosemitech, v Alpách (severní stěny), v Pamíru (sólo přes Polský ledovec), Aconcagua (Argentina) – sólo východní stěnou, v roce 1995 Cassinův pilíř na Denali (Aljaška) alpským stylem, v roce 1998 absolvoval jako první sólový přechod Mount Logan (Yukon, Kanada).
V Himálaji začínal v roce 1999 na Manáslu. Na podzim roku 2000 se účastnil české expedice na Kančendžengu, velmi špatné počasí nepustilo nikoho na vrchol. Lezl vždy v malém týmu nebo sólo, výhradně bez kyslíku. Do roku 2007 podnikl celkem devět himálajských expedic, na nichž úspěšně dosáhl sedmi vrcholů. V roce 2006 absolvoval společně s Pavlem Kalným expedici na Lhotse, kterou však nedokončili; Kalný při výstupu zahynul. Na stejnou horu se vydal i v následujícím roce; tentokrát zde jeho expedice umístila pamětní desku věnovanou Kalnému.

## Úmrtí
V roce 2008 podnikl výstup na Dhaulágirí bez použití kyslíku; odtud se vrátil s omrzlinami. Po uzdravení se v dubnu následujícího roku vydal společně s Élisabeth Revol na Annapurnu; na vrchol se dostal dne 19. dubna 2009. Poslední zpráva od něj se objevila na jeho osobních stránkách 20. dubna v 17:41: Pomalu se posunujeme dolů, sílu prošlapávat stopu má jen Eli. Strmé srázy odjišťujeme, tak jsme slezli celý Rock Noir. Jde to velmi pomalu. Následující den rychleji sestupující Elisabeth na Martina čekala, ale už se ho nedočkala, a ani když mu šla naproti, tak jej nepotkala. Dne 23. dubna se Elisabeth dostala do civilizace (výstup zahájili 10. dubna) a vyhlásila pátrání, které bylo po dalších sedmi dnech ukončeno bez úspěchu.

## Úspěšné výstupy na osmitisícovky
- 1999: Manáslu, 8163 m, spolu s kanadsko-americkou výpravou
- 2002: Kančendženga, 8586 m, na Kančendžengu vystoupil jako první Čech, spolu s Radkem Jarošem a Zdeňkem Hrubým
- 2003: Broad Peak, 8047 m, spolu s Radkem Jarošem a Petrem Maškem
- 2004: Šiša Pangma, 8046 m, spolu s Radkem Jarošem, Zdeňkem Hrubým a Petrem Maškem, jižní stěnou alpským stylem, oceněno ČHS jako výstup roku 2004
- 2005: Čo Oju, 8201 m, sólo
- 2007: Lhotse, 8515 m [7]
- 2008: Dhaulágirí, 8167 m, sólo od 7000 m
- 2009: Annapurna, 8016 m, východní vrchol

## Další úspěšné výstupy
- 1995 Denali (6190 m)
- 1995 Aconcagua (6962 m)
- 1998 Mount Logan (5959 m)